# 太保镇 (连山县)
太保镇，是中华人民共和国广东省清远市连山壮族瑶族自治县下辖的一个乡镇级行政单位。

## 行政区划
太保镇下辖以下地区：
太保社区、保城村、沙坪村、莲塘村、黑山村、山口村、上坪村和旺洞村。